# Agriomorpha
Agriomorpha – rodzaj ważek z rodziny Rhipidolestidae. Obejmuje gatunki występujące w Chinach, w tym na wyspie Hajnan.

## Systematyka
Rodzaj Agriomorpha utworzył w 1933 roku E. May dla nowo opisanego przez siebie gatunku – Agriomorpha fusca. Dawniej rodzaj ten zaliczany był do szeroko wówczas definiowanej rodziny Megapodagrionidae. W 2014 roku Dijkstra et al. w oparciu o badania filogenetyczne wydzielili z Megapodagrionidae rodzaje Agriomorpha, Bornargiolestes, Burmargiolestes i Rhipidolestes jako „Incertae sedis group 1” w obrębie nadrodziny Calopterygoidea. W 2021 roku Bybee et al. umieścili te cztery rodzaje w przywróconej przez siebie rodzinie Rhipidolestidae.

### Podział systematyczny
Do rodzaju Agriomorpha należą następujące gatunki:
- Agriomorpha fusca May, 1933
- Agriomorpha xinglongensis (Wilson & Reels, 2001)